# Djibouti (imn)
Djibouti este imnul național al statului Djibouti.

## Istorie
Imnul național al statului Djibouti a fost adoptat după obținerea independenței în 1977. Cuvintele sunt scrise în somaleză de Aden Elmi. Muzica a fost compusă de Abdi Robleh .